# Kurt von der Chevallerie
Kurt von der Chevallerie (23 de dezembro de 1891 - 18 de abril de 1945) foi um oficial alemão que serviu durante a Segunda Guerra Mundial. Foi condecorado com a Cruz de Cavaleiro da Cruz de Ferro.

## Carreira

### Patentes
General der Infanterie

### Condecorações
| Cruz de Ferro 2ª Classe                          |
| Cruz de Ferro 1ª Classe                          |
| Folhas de Carvalho nº 357 19 de dezembro de 1943 |